# Rosanna Johnson
Pour les articles homonymes, voir Johnson.
Rosanna Rosie Johnson (24 mars 1891 - 12 novembre 1987) est une vendeuse de rue irlandaise, connue comme « la reine de Moore Street »,,.

## Biographie
Rosanna Walsh est née à Dublin le 24 mars 1891. Elle est la fille de William Walsh, ouvrier, et de Julia Walsh (née Reilly). Elle commence à vendre des bouquets de violettes pour un penny à l'âge de 12 ans, et a eu son propre étal sur Moore Street à l'âge de 17 ans. De 1908 à 1978, Johnson a vendu des légumes, des fruits et des fleurs de son étal. Celui-ci était situé au coin de Henry Street et de Moore Street. Sa nature accueillante et amicale fait son succès auprès des clients et d'autres commerçants. Elle était connue pour porter un châle traditionnel irlandais et un ruban vert dans les cheveux. Maureen Potter et Jimmy Durante comptait parmi ses amis ; la chanson Rosie up in Moore St. parle d'elle. Il est connu que Jimmy O'Dea lui parlait pour son inspiration. Elle prétendait boire plus de 20 bouteilles de bière de malt chaque jour, ce qui a ajouté à sa légende dans le cadre de Dublin d'une époque révolue.
Peu de temps après sa naissance, elle a déménagé au 12 Moore Street et y vécut jusqu'à sa retraite en 1978. Après son départ, la maison a été condamnée et démolie. Elle a transmis son commerce à sa belle-fille et s'est installée avec son fils à Edenmore Grove, Raheny. Même pendant sa retraite, Johnson prenait le premier bus de Moore Street, chaque jour, assise à son ancien étal pour bavarder avec les commerçants, les touristes et les passants. Johnson a eu deux fils et une fille. Aucun détail n'est connu au sujet de son mari. Elle meurt au Connolly Hospital le 12 novembre 1987. Le cortège funèbre avant la cérémonie à la pro-cathédrale Sainte-Marie de Dublin est passé devant son étal.